# 악액질
악액질(惡液質, 영어: cachexia)은 기저 질환과 관련된 복합 증후군으로, 영양 보충으로 완전히 회복되지 않는 지속적인 근육 손실을 유발한다. 카켁시아라고도 한다. 다양한 질병이 악액질을 유발할 수 있으며, 가장 흔하게는 암, 울혈성 심부전, 만성 폐쇄성 폐질환, 만성 신장 질환, AIDS 등이 있다. 이러한 질환으로 인한 전신 염증은 물질대사와 신체 조성에 해로운 변화를 일으킬 수 있다.

## 같이 보기
- 근위축증
- 암